# 瓦朗坦·马杜阿
瓦朗坦·马杜阿（法語：Valentin Madouas，1996年7月12日—），法国男子自行车运动员，2023年全国锦标赛男子公路赛金牌得主、2024年夏季奥林匹克运动会男子公路赛银牌得主。